# بيستروغورسكيي
بيستروغورسكيي (بالروسية: Быстрогорский) هي مدينة في مقاطعة روستوف أوبلاست في روسيا. يبلغ عدد سكانها حوالي 3743 نسمة.